# 圣伯多禄圣保禄主教座堂 (保定)
保定圣伯多禄圣保禄主教座堂是天主教保定教区的主教座堂，位于中国河北省保定市市中心的莲池区裕华路2号（裕华西路245号），西侧毗邻直隶总督署，南面与古莲花池相对，东侧是佛寺大慈阁。

## 历史
清道光二十六年（1846年），天主教直隶北境代牧区法籍主教孟振生（Bishop Joseph-Martial Mouly, C.M.，1846年－1856年）在保定北关桥洞购地16亩，建房40间，称保定北关天主堂。1872年，保定总铎区驻地由徐水县安家庄迁往保定府，设于北关护城河北岸文昌宫对面所买房屋。
光绪二十四年（1898年），杜保禄总铎在北关天主堂被董福祥部士兵殴打，于是与直隶总督荣禄立契，用北关天主堂换得毗邻直隶总督署的城内宾馆（原清河道旧署址）。同年7月26日，保定总铎区迁入城内的清河道旧署。9月，新总堂开始动工，命名为“圣伯多禄圣保禄堂”，至1899年秋天竣工，举行祝圣典礼。
1900年发生庚子之乱，落成仅半年的教堂被义和团拆毁，保定城内的中外天主教徒逃至清苑东闾中华圣母堂和徐水安家庄教堂，筑围墙、碉堡自守，抵抗义和团。庚子之乱平定以后，用辛丑条约的赔款，又在原址重建教堂，至1905年教堂修建完成。
宣统二年（1910年）2月14日，从直隶北境代牧区中分出直隶中境代牧区，首任主教为法籍传教士富成功，主教座堂即设于圣伯多禄圣保禄堂。富主教又增建房屋数百间，设立医院、学校、大修院等机构。1924年，直隶中境代牧区以主教座堂所在地改名为保定代牧区（1946年改名保定教区）。
1966年文化大革命开始，宗教活动全面停止，神职人员遭驱逐、逮捕，教堂遭到严重破坏，由河北梆子剧团占用。同时因开挖大量防空洞，致使教堂的地基被严重破坏，多处产生裂缝。
1980年落实宗教政策，教堂归还教区，经过重新修缮后，于1981年正式开放使用。

## 建筑
保定主教座堂形制基本保持完整，是一座典型的罗马式建筑，青砖砌筑。长54.3米，宽17.6米，高20.38米。内部可容纳千人左右，有14根红色圆柱，穹顶下的祭台有12根精美的汉白玉石柱，两侧的墙壁上悬挂着14幅圣经画像。

## 保护
1993年7月15日，保定天主教堂由河北省人民政府公布为河北省第三批文物保护单位，编号3-1-7。